# Томсен, Ганс
Ганс Томсен (нем. Hans Thomsen; 14 сентября 1891, Гамбург — 31 октября 1968, Гамбург) — немецкий дипломат. Кавалер Рыцарского креста Креста «За военные заслуги».

## Биография
Получил юридическое образование в Гайдельбергском и Боннском университетах. В 1913 году получил звание доктора права Гайдельбергского университета. Томсен свободно владел семью языками, а его английский с оксфордским акцентом считался совершенным. С 1915 года — референт. Участник Первой мировой войны, лейтенант 23-го драгунского полка. В 1917 году командирован в состав посольства в Осло. С 1919 года — атташе в центральном аппарате Имперского министерства иностранных дел. В 1921—1923 годах — вице-консул в Милане и Неаполе. С 1926 года — советник посольства. В 1932 году в ранге высшего правительственного советника перешел в Имперскую канцелярию. С 1933 года — министерский советник, референт по вопросам внешней политики Имперской канцелярии. Убеждённый нацист. В 1938 году назначен в ранге посланника в посольство в Вашингтоне. После начала Второй мировой войны правительства Германии и США отозвали своих послов, но дипломатические отношения разорваны не были. Официально посольство продолжал возглавлять Ганс-Генрих Дикхофф, который находился в Берлине, а фактически все дела вёл Томсен, который был «поверенным в делах в Вашингтоне». Главной задачей Томсена было не допустить вступления США в войну. Для этого он прибегал в том числе к подкупу конгрессменов, финансированию писателей и содействии комитета «Америка превыше всего», чтобы поддержать американских изоляционистов и удержать США от вступления в войну на стороне Великобритании. С другой стороны, Уильям Джозеф Донован предложил Томсену 1 миллион долларов в обмен на публичное отречение от нацизма, однако тот отказался. 11 декабря 1941 года в своей речи в рейхстаге Адольф Гитлер объявил войну США, Томсен отозвал верительные грамоты и отбыл из Вашингтона. С 2 марта 1943 по май 1945 года занимал пост посла в Стокгольме, сменив на этом посту Виктора цу Вида.
В 1953—1966 годах — президент Немецкого Красного Креста в Гамбурге. С 1957 года — президент Англо-американского клуба. Кроме того, Томсен был членом Юберзейского клуба, Американского общества и Общества Ранке.

## Семья
Был женат на Аннелизе «Бебе» де Ним, сестре генерал-майора Ганса Дитриха де Нима. После Второй мировой войны они развелись, но остались близкими друзьями.

## Награды
- Железный крест 2-го класса
- Медаль «За отвагу» (Гессен) (2 июня 1915)[2]
- Ганзейский крест (Гамбург)
- Нагрудный знак «За ранение» в черном
- Почетный крест ветерана войны с мечами
- Орден Короны Италии, большой крест
- Почётный знак Немецкого Красного Креста 1-й степени
- Крест «За военные заслуги»
  - 2-го класса
  - 1-го класса (19 ноября 1941)[2]
- Рыцарский крест Креста «За военные заслуги» (26 мая 1942)[2]
- Почётный президент гамбургского земельного отдела Немецкого Красного Креста (1966)